# Quand ma vie bascule
Quand ma vie bascule (Reckless Behavior: Caught on Tape) est un téléfilm américain réalisé par Donald Wrye et diffusé le 17 juin 2007 sur Lifetime.

## Synopsis
Emma Norman est enseignante dans une école primaire à Minneapolis. Très appréciée, Emma est toujours enthousiaste, aime la vie et ne reste jamais longtemps éloignée de son petit ami, David, pompier. Poussée par ses amies Lorraine et Stéphanie, elle accepte de les accompagner à Mintners Cove, une plage de San Diego, pour le "Spring Break". Lorsque les trois jeunes femmes arrivent sur place, elles sont immédiatement immergées dans un flot d'activités. Greg, un homme qui vit à Mintners Cove, sympathise avec elles et les filme durant tout le week-end. Alors que le séjour se poursuit, Emma se retrouve malgré elle dans des situations risquées, mais elle ne commet aucune erreur. De retour dans son établissement scolaire, Emma est victime d'une rumeur : elle serait apparue dans un film pornographique. Elle est bientôt licenciée. Son petit ami découvre le site internet dédié au film tourné par Greg et rompt avec Emma. Celle-ci est totalement désemparée.

## Fiche technique
- Titre original : Reckless Behavior: Caught on Tape
- Scénario et réalisation: Donald Wrye (en)
- Photographie : Neil Cervin
- Musique : Claude Foisy
- Durée : 87 minutes
- Pays :  États-Unis

## Distribution
- Odette Yustman : Emma Norman
- Antonio Sabato Jr. : Greg Vlasi
- John Barker : David
- Alison Bruce (en) : Grace Leister
- Matt Hudson : Les
- Emma Fenton : Jackie
- Rick Leckinger : Dwight
- Andrea Bruce : Alice
- Hannah Marshall : Lorraine
- Hannah Banks : Stephanie